# Группа восьми (художественная группа)
Группа восьми (Группа 8) — объединение русских художников.

## История
Возникла в сентябре 1975 по инициативе скульптора Любови Добашиной. Целью создания группы была попытка объединить художников — членов Ленинградского союза художников (ЛОСХ), отстаивающих свободу творчества и независимость от канонов соцреализма. «Группа восьми» объединила в своих рядах художников, работающих в разных видах искусства — живописцев, графиков, скульпторов, мастеров декоративно-прикладного искусства.
Участники группы: Семён Белый, Анатолий Громов, Любовь Добашина, Владимир Долгополов, Анатолий Заславский, Николай Кошельков, Лев Ланец, Валерий Мишин. Также в группу входили керамист Григорий Капелян (вышел в 1977 году в связи с отъездом в США) и Александр Совлачков (вышел в 1981). 
Членами группы были проведены выставки: 
- 1976—1977 годы — мастерская Л. Добашиной;
- 1981 год — Выставочный зал на Охте;
- 1988 год — Выставочный зал на Охте, Дом художников (Таллин);
- 1989 год — отдельная экспозиция на выставке «От неофициального искусства — к перестройке» в выставочном комплексе «Ленэкспо», Гавань;
- 1990 год — Тель-Авив—Яффо; Титоград, Югославия;
- 1991 год — Белград;
- 1993 и 1994 годы — отдельные экспозиции на выставках «Петербург» в Центральном выставочном зале «Манеж»;
- 1995 год — выставка, посвященная 20-летию группы, Центральный выставочный зал «Манеж»;
- 2002 год — Мраморный дворец Государственного русского музея;
- 2010 год — выставка «Лестница», Центральный выставочный зал «Манеж»[3].